# Де-Кастринское сельское поселение
Де-Ка́стринское се́льское поселе́ние — сельское поселение в Ульчском районе Хабаровского края. Административный центр - посёлок сельского типа Де-Кастри, также включает в себя сёла Кизи и Чильба.

## Население
| 2010  | 2011  | 2012  | 2013  | 2014  | 2015  | 2016  |
| ----- | ----- | ----- | ----- | ----- | ----- | ----- |
| 3292  | ↘3272 | ↘3131 | ↘3077 | ↘2983 | ↘2904 | ↘2783 |
| 2017  | 2018  | 2019  | 2020  | 2021  |       |       |
| ↘2776 | ↘2724 | ↘2708 | ↗2769 | ↘2674 |       |       |